# Oxyopes longespina
Oxyopes longespina là một loài nhện trong họ Oxyopidae.
Loài này thuộc chi Oxyopes. Oxyopes longespina được Lodovico di Caporiacco miêu tả năm 1940.